# Сеговійська діоцезія
Сегові́йська діоце́зія (лат. Dioecesis Segobiensis; ісп. Diócesis de Segovia) — діоцезія римського обряду Католицької церкви в Іспанії, з центром у місті Сеговія.  Входить до складу Валядолідської церковної провінції. Суфраганна діоцезія Валядолідської архідіоцезії. Заснована 589 року. Голова — єпископ Сеговійський. Центральний храм — Сеговійський собор.  Площа — 6,949 км². Населення — 164,854 ос.; з них католики — 155,200 ос. (94.1%). Чинний голова — Сезар Аугусто Франко Мартінес, єпископ Сеговійський.

## Єпископи
- 1394—1398: Афонсу Коррейя, єпископ Гуардський (ставленик антипапи)
- Сезар Аугусто Франко Мартінес

## Статистика
Згідно з «Annuario Pontificio» і Catholic-Hierarchy.org:
| Рік  | Населення | Населення | Населення | Священики | Священики | Священики | Священики           | Диякони | Ченці    | Ченці | Парафії |
| Рік  | католики  | загалом   | %         | загалом   | секулярні | ченці     | вірних на священика | Диякони | чоловіки | жінки | Парафії |
| ---- | --------- | --------- | --------- | --------- | --------- | --------- | ------------------- | ------- | -------- | ----- | ------- |
| 1950 | 220.000   | 220.000   | 100,0     | 353       | 308       | 45        | 623                 |         | 128      | 220   | 290     |
| 1969 | 175.216   | 175.221   | 100,0     | 350       | 288       | 62        | 500                 |         | 438      | 563   | 298     |
| 1980 | 149.633   | 153.771   | 97,3      | 232       | 190       | 42        | 644                 |         | 83       | 543   | 297     |
| 1990 | 147.000   | 151.494   | 97,0      | 216       | 189       | 27        | 680                 |         | 57       | 464   | 299     |
| 1999 | 147.211   | 147.750   | 99,6      | 197       | 167       | 30        | 747                 |         | 58       | 394   | 301     |
| 2000 | 147.005   | 147.530   | 99,6      | 195       | 166       | 29        | 753                 |         | 62       | 433   | 301     |
| 2001 | 145.000   | 146.985   | 98,6      | 186       | 159       | 27        | 779                 |         | 35       | 410   | 301     |
| 2002 | 145.130   | 147.028   | 98,7      | 185       | 155       | 30        | 784                 |         | 59       | 421   | 301     |
| 2003 | 145.425   | 148.110   | 98,2      | 182       | 152       | 30        | 799                 |         | 60       | 427   | 301     |
| 2004 | 146.200   | 150.701   | 97,0      | 180       | 151       | 29        | 812                 |         | 56       | 397   | 301     |
| 2010 | 155.200   | 164.854   | 94,1      | 164       | 140       | 24        | 946                 |         | 49       | 356   | 301     |
| 2014 | 152.752   | 161.702   | 94,5      | 168       | 143       | 25        | 909                 |         | 46       | 316   | 339     |